# Podhorní Ůjezd a Vojice
Podhorní Újezd a Vojice è un comune della Repubblica Ceca facente parte del distretto di Jičín, nella regione di Hradec Králové.